# NGC 7247
NGC 7247 is een balkspiraalstelsel in het sterrenbeeld Waterman. Het hemelobject werd in 1886 ontdekt door de Amerikaanse astronoom Francis Preserved Leavenworth.

## Synoniemen
- ESO 533-8
- MCG -4-52-32
- IRAS 22149-2358
- PGC 68511